# Veney
Veney est une commune française située dans le département de Meurthe-et-Moselle en région Grand Est.

## Géographie
Veney est un petit village de Meurthe-et-Moselle en Lorraine. Il fait partie du canton de Baccarat et de la communauté de communes des Vallées du Cristal. 57 habitants résident sur la commune, qui est située à moins de 10 km de la cristallerie de Baccarat et du lac de Pierre-Percée.
|           | Vacqueville  |             |
| Merviller | Veney        | Neufmaisons |
|           | Bertrichamps |             |

### Hydrographie
La commune est dans le bassin versant du Rhin, au sein du bassin Rhin-Meuse. Elle est drainée par le ruisseau de Viombois,.

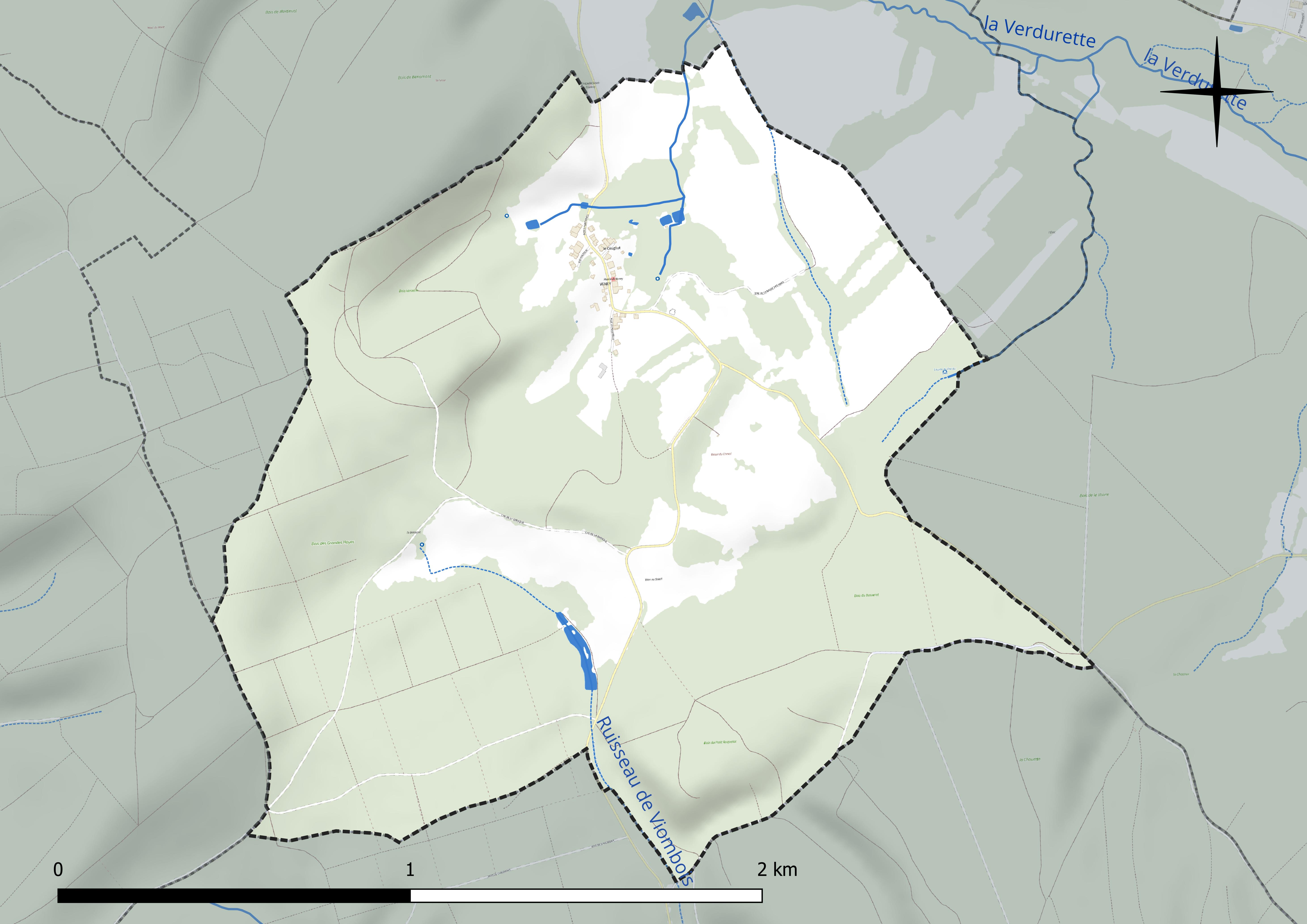
Réseau hydrographique de Veney.

### Climat
Pour des articles plus généraux, voir Climat du Grand Est et Climat de Meurthe-et-Moselle.
En 2010, le climat de la commune est de type climat des marges montargnardes, selon une étude du Centre national de la recherche scientifique s'appuyant sur une série de données couvrant la période 1971-2000. En 2020, Météo-France publie une typologie des climats de la France métropolitaine dans laquelle la commune est exposée à un climat semi-continental et est dans la région climatique  Vosges, caractérisée par une pluviométrie très élevée (1 500 à 2 000 mm/an) en toutes saisons et un hiver rude (moins de 1 °C). 
Pour la période 1971-2000, la température annuelle moyenne est de 9,8 °C, avec une amplitude thermique annuelle de 16,6 °C. Le cumul annuel moyen de précipitations est de 1 040 mm, avec 13,1 jours de précipitations en janvier et 10,2 jours en juillet. Pour la période 1991-2020, la température moyenne annuelle observée sur la station météorologique de Météo-France la plus proche, « St Maurice », sur la commune de Saint-Maurice-aux-Forges à 5 km à vol d'oiseau, est de 10,5 °C et le cumul annuel moyen de précipitations est de 837,4 mm. 
La température maximale relevée sur cette station est de 39,2 °C, atteinte le 25 juillet 2019 ; la température minimale est de −19,9 °C, atteinte le 1er mars 2005,,. 
Les paramètres climatiques de la commune ont été estimés pour le milieu du siècle (2041-2070) selon différents scénarios d'émission de gaz à effet de serre à partir des nouvelles projections climatiques de référence DRIAS-2020. Ils sont consultables sur un site dédié publié par Météo-France en novembre 2022.

## Urbanisme

### Typologie
Au 1er janvier 2024, Veney est catégorisée commune rurale à habitat très dispersé, selon la nouvelle grille communale de densité à sept niveaux définie par l'Insee en 2022.
Elle est située hors unité urbaine. Par ailleurs la commune fait partie de l'aire d'attraction de Baccarat, dont elle est une commune de la couronne,. Cette aire, qui regroupe 13 communes, est catégorisée dans les aires de moins de 50 000 habitants,.

### Occupation des sols
L'occupation des sols de la commune, telle qu'elle ressort de la base de données européenne d’occupation biophysique des sols Corine Land Cover (CLC), est marquée par l'importance des forêts et milieux semi-naturels (72,7 % en 2018), en diminution par rapport à 1990 (78,8 %). La répartition détaillée en 2018 est la suivante : forêts (72,7 %), terres arables (19 %), prairies (8,3 %). L'évolution de l’occupation des sols de la commune et de ses infrastructures peut être observée sur les différentes représentations cartographiques du territoire : la carte de Cassini (XVIIIe siècle), la carte d'état-major (1820-1866) et les cartes ou photos aériennes de l'IGN pour la période actuelle (1950 à aujourd'hui).

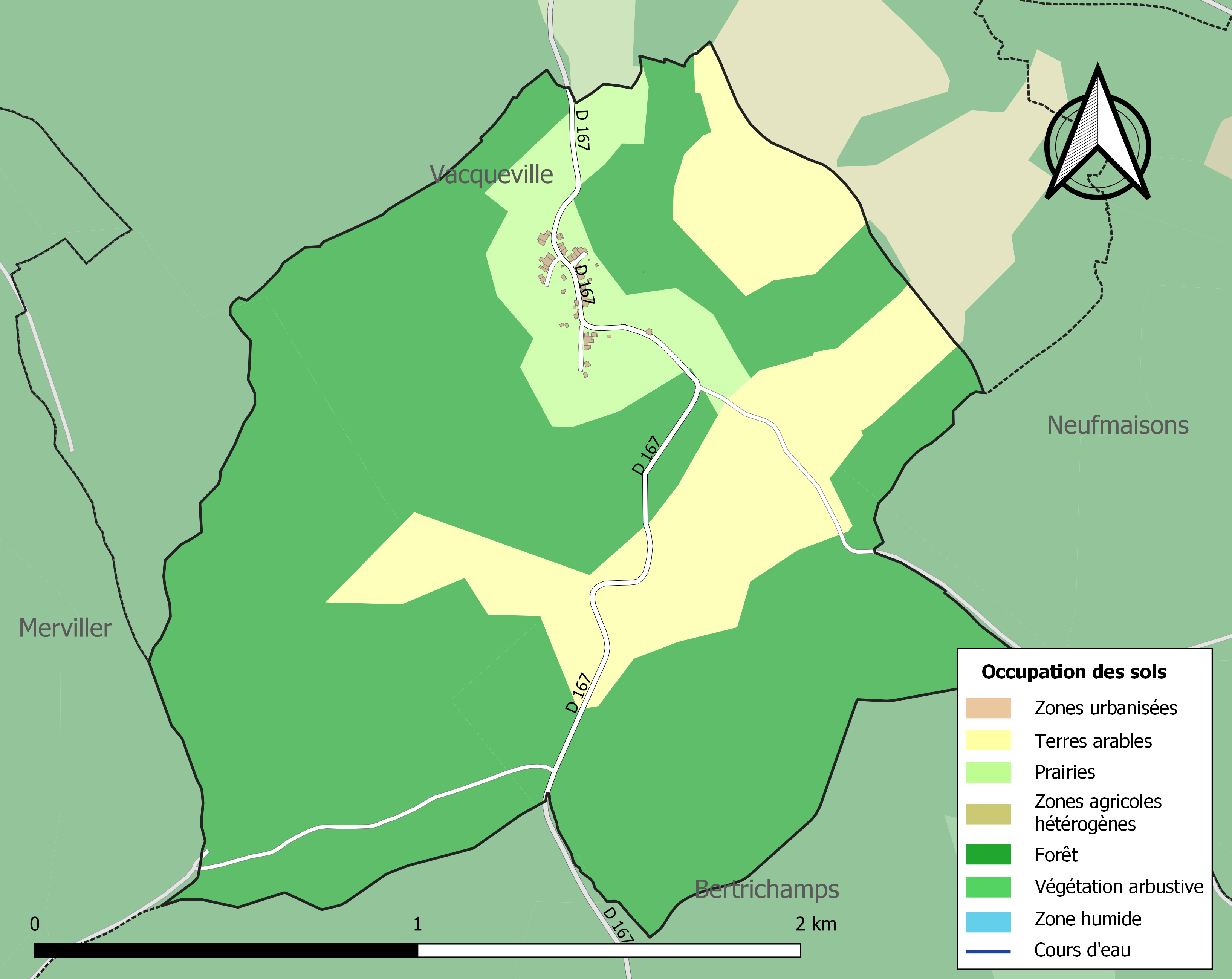
Carte des infrastructures et de l'occupation des sols de la commune en 2018 (CLC).

## Toponymie
Le nom de la localité est attesté sous les formes Venneiz (1327) ; Venay (1719).

Veney est un sobriquet, c'est un dérivé de venarey, un sobriquet d'origine latine, son étymologie vient de venere : « la terre de Venerius vouée à Vénus ».

## Politique et administration

### Tendances politiques et résultats
Lors de l'élection présidentielle de 2007, au premier tour, Jean-Marie Le Pen recueillit son meilleur score de France à Veney, avec 55,56 % des suffrages.

### Liste des maires
| Période                                  | Période   | Identité                                                                 | Étiquette | Qualité            |
| ---------------------------------------- | --------- | ------------------------------------------------------------------------ | --------- | ------------------ |
| Les données manquantes sont à compléter. |           |                                                                          |           |                    |
| avant 1988                               | mars 2008 | Émile Finance                                                            |           |                    |
| mars 2008                                |           | Christian Tissoux Réélu pour le mandat 2020-2026 (décès en juillet 2021) |           | Ancien agriculteur |
| juillet 2021                             | mars 2026 | Audrey Finance                                                           |           |                    |

## Population et société

### Démographie
L'évolution du nombre d'habitants est connue à travers les recensements de la population effectués dans la commune depuis 1793. Pour les communes de moins de 10 000 habitants, une enquête de recensement portant sur toute la population est réalisée tous les cinq ans, les populations de référence des années intermédiaires étant quant à elles estimées par interpolation ou extrapolation. Pour la commune, le premier recensement exhaustif entrant dans le cadre du nouveau dispositif a été réalisé en 2004.

En 2022, la commune comptait 53 habitants, en évolution de +6 % par rapport à 2016 (Meurthe-et-Moselle : −0,13 %, France hors Mayotte : +2,11 %).
| 1793 | 1800 | 1806 | 1821 | 1831 | 1836 | 1841 | 1846 | 1851 |
| ---- | ---- | ---- | ---- | ---- | ---- | ---- | ---- | ---- |
| 129  | 135  | 175  | 207  | 192  | 243  | 234  | 242  | 215  |

| 1856 | 1861 | 1872 | 1876 | 1881 | 1886 | 1891 | 1896 | 1901 |
| ---- | ---- | ---- | ---- | ---- | ---- | ---- | ---- | ---- |
| 197  | 197  | 185  | 170  | 163  | 163  | 148  | 137  | 121  |

| 1906 | 1911 | 1921 | 1926 | 1931 | 1936 | 1946 | 1954 | 1962 |
| ---- | ---- | ---- | ---- | ---- | ---- | ---- | ---- | ---- |
| 128  | 122  | 85   | 81   | 66   | 60   | 56   | 52   | 47   |

| 1968 | 1975 | 1982 | 1990 | 1999 | 2004 | 2006 | 2009 | 2014 |
| ---- | ---- | ---- | ---- | ---- | ---- | ---- | ---- | ---- |
| 39   | 22   | 29   | 42   | 42   | 45   | 49   | 55   | 53   |

| 2019 | 2022 | - | - | - | - | - | - | - |
| ---- | ---- | - | - | - | - | - | - | - |
| 52   | 53   | - | - | - | - | - | - | - |

## Culture locale et patrimoine

### Lieux et monuments
- Commune sans église paroissiale.

### Héraldique
| Blason de Veney | Blason  | Blasonnement : de gueules au chevron renversé d'argent accompagné en chef d'une épée d'argent garnie d'or et accostée de deux cailloux du même, et en pointe de deux saumons d'argent. |
| Blason de Veney | Détails | Le statut officiel du blason reste à déterminer. |